# Daniele Ghilardi
Daniele Ghilardi (Lucca, 6 de enero de 2003) es un futbolista italiano que juega de defensa en la A. S. Roma de la Serie A de Italia.

## Trayectoria
Es canterano del Lucchese 1905 desde los 5 hasta los 9 años y jugó como portero y delantero en su etapa juvenil. Pasó a los 9 años a la cantera de la ACF Fiorentina, ascendió en sus categorías inferiores y firmó su primer contrato profesional con ellos el 22 de septiembre de 2021 hasta 2024. Se incorporó al Hellas Verona F. C. en calidad de cedido con opción de compra en enero de 2022. El Hellas Verona ejerció la opción de compra por 500,000 euros el 16 de julio de 2022. Pasó la temporada 2022-23 cedido en el Mantova 1911 de la Serie C. El 13 de agosto de 2023 fichó por la U. C. Sampdoria en calidad de cedido en la Serie B por una temporada con opción de compra.

## Selección nacional
Es internacional juvenil con Italia, con la que disputó la Copa Mundial de Fútbol Sub-20 de 2023, en la que quedó segunda.
En septiembre de 2023 fue convocado con la selección italiana sub-21 para una serie de partidos de clasificación para la Eurocopa Sub-21 de 2025, y debutó con el combinado sub-21 el 8 de septiembre en el partido contra Letonia.

## Estadísticas

### Clubes
Actualizado al último partido disputado el 25 de mayo de 2025.
| Club                         | Div.          | Temporada     | Liga  | Liga  | Liga   | Copas nacionales | Copas nacionales | Copas nacionales | Copas internacionales | Copas internacionales | Copas internacionales | Total | Total | Total  |
| Club                         | Div.          | Temporada     | Part. | Goles | Asist. | Part.            | Goles            | Asist.           | Part.                 | Goles                 | Asist.                | Part. | Goles | Asist. |
| ---------------------------- | ------------- | ------------- | ----- | ----- | ------ | ---------------- | ---------------- | ---------------- | --------------------- | --------------------- | --------------------- | ----- | ----- | ------ |
| Mantova 1911 · Italia        | 3.ª           | 2022-23       | 23    | 1     | 1      | 2                | 0                | 0                | —                     | —                     | —                     | 25    | 1     | 1      |
| Mantova 1911 · Italia        | Total club    | Total club    | 23    | 1     | 1      | 2                | 0                | 0                | 0                     | 0                     | 0                     | 25    | 1     | 1      |
| U. C. Sampdoria · Italia     | 2.ª           | 2023-24       | 38    | 2     | 0      | 2                | 0                | 0                | —                     | —                     | —                     | 40    | 2     | 0      |
| U. C. Sampdoria · Italia     | Total club    | Total club    | 38    | 2     | 0      | 2                | 0                | 0                | 0                     | 0                     | 0                     | 40    | 2     | 0      |
| Hellas Verona F. C. · Italia | 1.ª           | 2024-25       | 24    | 0     | 0      | 0                | 0                | 0                | —                     | —                     | —                     | 24    | 0     | 0      |
| Hellas Verona F. C. · Italia | Total club    | Total club    | 24    | 0     | 0      | 0                | 0                | 0                | 0                     | 0                     | 0                     | 24    | 0     | 0      |
| Total carrera                | Total carrera | Total carrera | 85    | 3     | 1      | 4                | 0                | 0                | 0                     | 0                     | 0                     | 89    | 3     | 1      |